# معماری در ترکیه

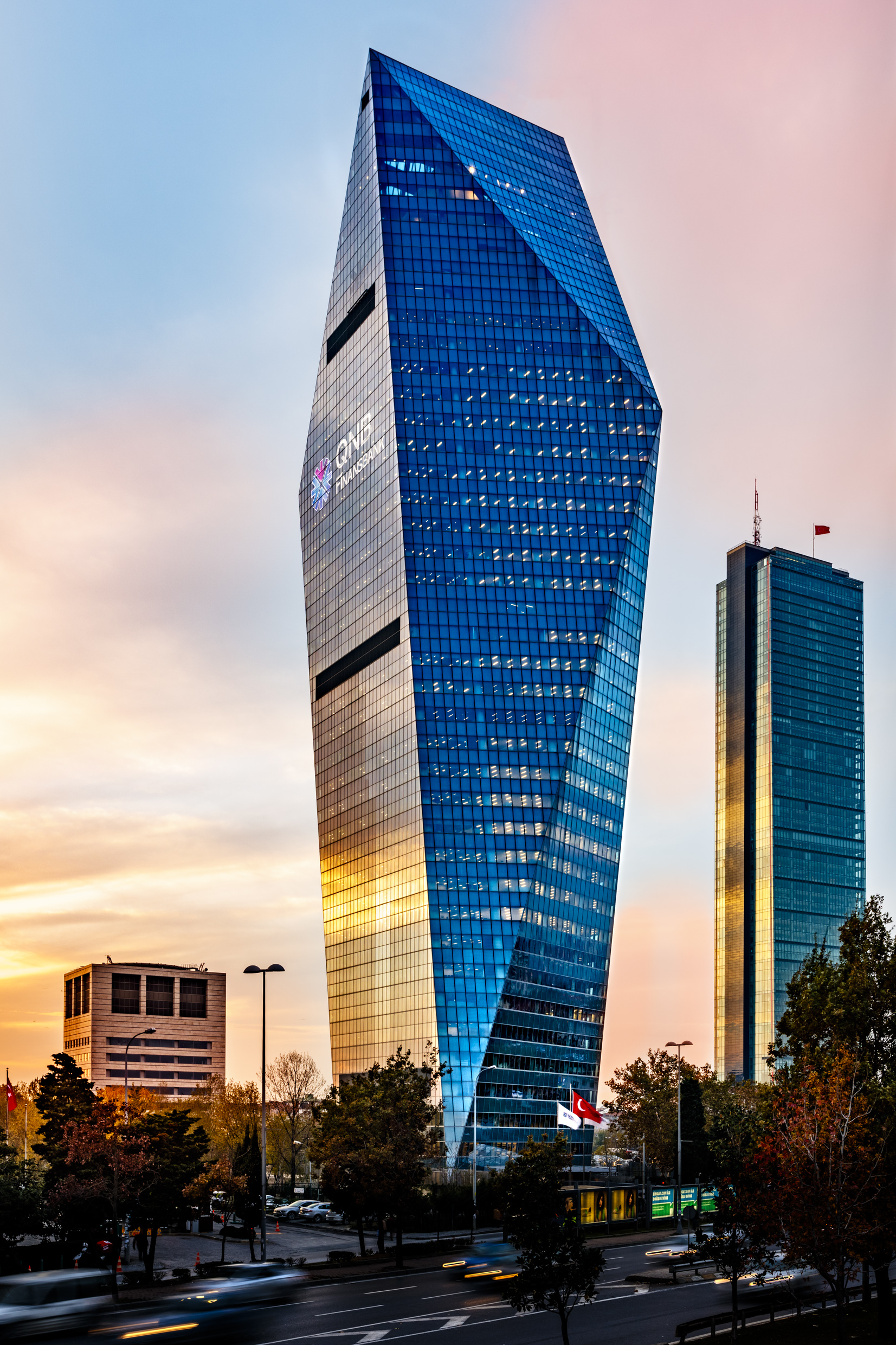
برج کریستال و یاقوت کبود استانبول، نمونه‌هایی از معماری مدرن در ترکیه

معماری ترکیه یا معماری ترکیه در دوره جمهوری به معماری گفته می‌شود که از زمان تأسیس جمهوری در سال ۱۹۲۳ در قلمرو ترکیه امروزی انجام شده‌است. در سال‌های اول جمهوری، معماری ترکیه تحت تأثیر معماری سلجوقی و عثمانی بود، به ویژه در جریان اولین جنبش معماری ملی که از آن به عنوان جنبش معماری نئوکلاسیک ترکیه نیز نامیده می‌شود. با این حال، از دهه ۱۹۳۰، سبک‌های معماری با معماری سنتی متفاوت شدند، همچنین در نتیجه دعوت شدن تعداد بیشتری از معماران خارجی برای کار در این کشور، عمدتاً از آلمان و اتریش این کار سرعت بیشتری گرفت. جنگ جهانی دوم دوره‌ای از انزوا بود که طی آن جنبش ملی معماری دوم ظهور کرد. جنبش مشابه معماری فاشیستی بود که معماری ملی گرایانه بود.
با شروع از دهه ۱۹۵۰، دوره انزوا کمرنگ شد و باعث شد که معماران ترک بتوانند سبک‌های جدیدی را آزمایش کنند و به‌طور فزاینده ای از همتایان خود در بقیه جهان الهام بگیرند. با این حال، آن‌ها تا حد زیادی به دلیل کمبود زیرساخت‌های فناوری یا منابع مالی ناکافی تا دهه ۱۹۸۰ محدود بودند. پس از آن، آزادسازی اقتصاد و تغییر به سمت رشد صادراتی زمینه را برای بخش خصوصی فراهم آورد تا به نفوذ اصلی معماری در ترکیه تبدیل شود.

## دهه ۱۹۲۰ تا اوایل دهه ۱۹۳۰: اولین جنبش ملی معماری
اولین جنبش معماری ملی (به ترکی: Birinci Ulusal Mimarlık Akımı) یک جنبش معماری بود که توسط معماران ترک ودات تک (۱۹۴۳–۱۸۷۳) و معمار کمال‌الدین (۱۸۷۰–۱۹۲۷) رهبری می‌شد. پیروان این جنبش می‌خواستند معماری جدید و ملی ایجاد کنند که بر اساس نقوش معماری سلجوقی و عثمانی بنا شده بود. این جنبش همچنین با برچسب معماری نئوکلاسیک ترکی یا رنسانس معماری ملی در حال فعالیت بود. دیگر پیروان برجسته این جنبش آریف هیکمت کویون اوغلو (۱۸۸۸–۱۹۸۲) و جولیو مونگری (۱۸۷۳–۱۹۵۳) بودند. بناهای برجسته این دوران اداره پست استانبول (۱۹۰۵–۱۹۰۹)، آپارتمان‌های طیار (۱۹۱۹–۱۹۲۲)، چهار استانبول وکاف هان (۱۹۱۱–۱۹۲۶)، موزه هنر و مجسمه‌سازی دولتی (۱۹۲۷–۱۹۳۰))، موزه مردم نگاری آنکارا (۱۹۲۵– ۱۹۲۸)، مسجد بیبک، و مسجد کامر هاتون را می‌توان نام برد.

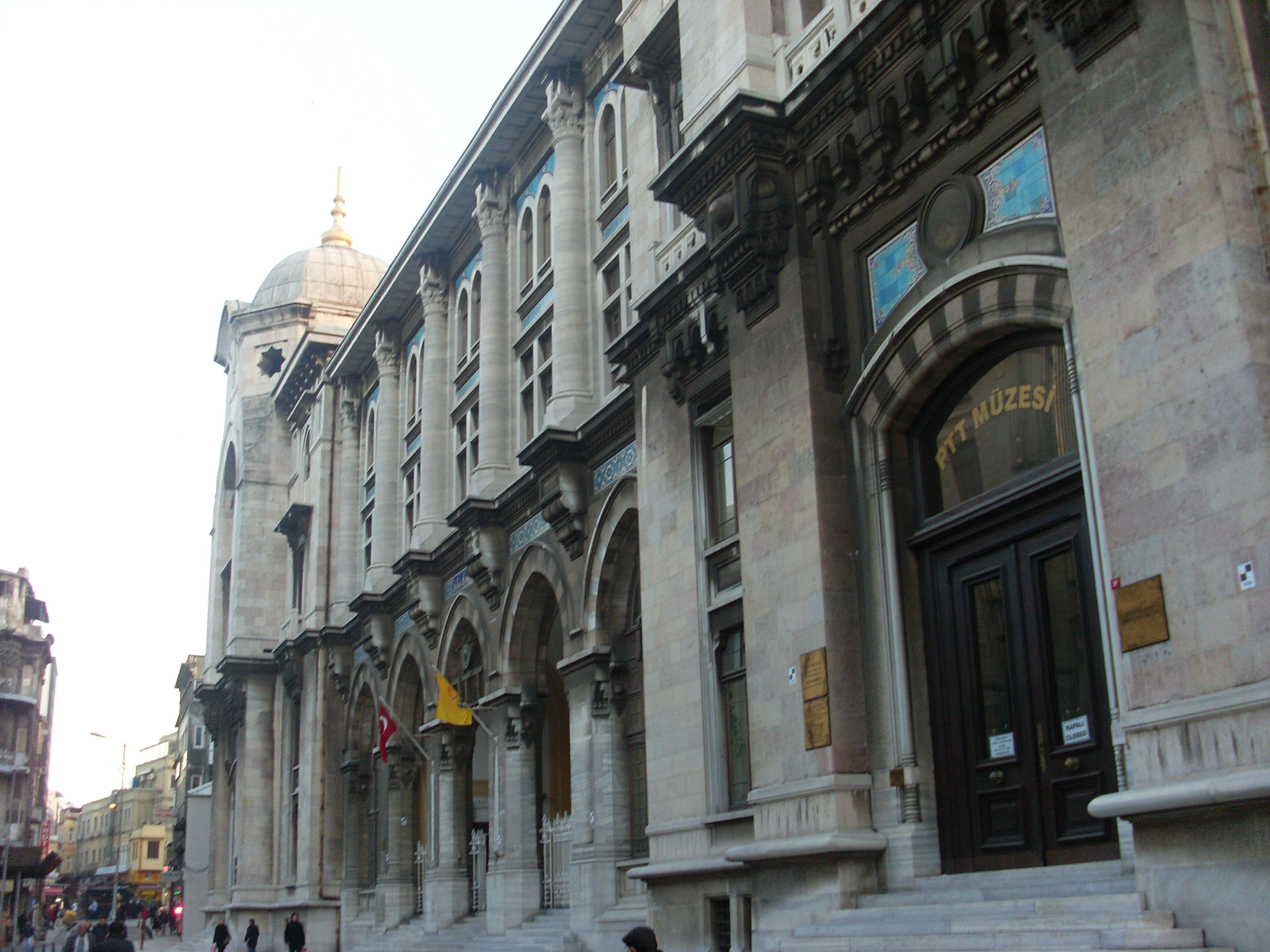
اداره پست اصلی استانبول در سرکه‌چی ، طراحی شده توسط ودت تک (۱۹۰۵–۱۹۰۹).
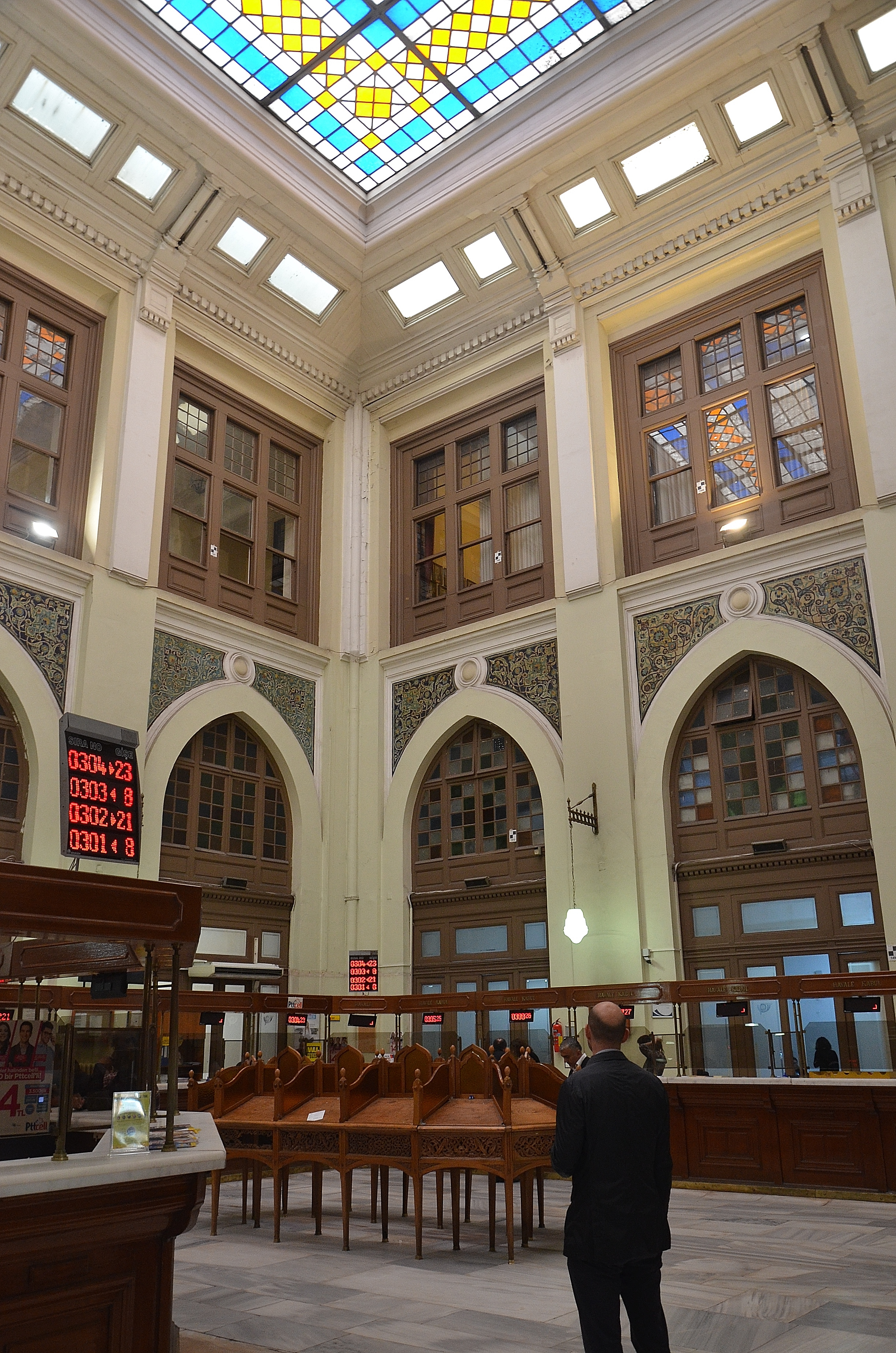
فضای داخلی اداره پست استانبول
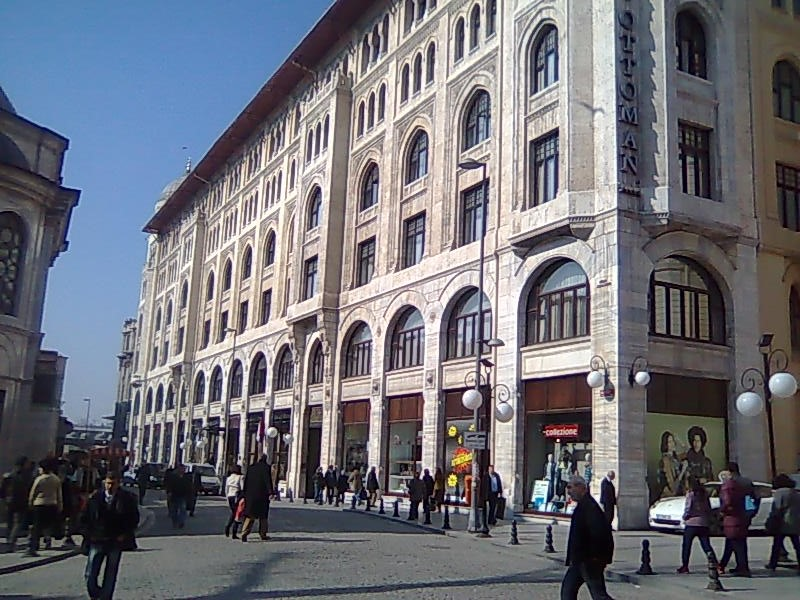
چهارمین وکیف هان استانبول در امینونو، طراحی شده توسط معمار کمال‌الدین (۱۹۱۱–۱۹۲۶).
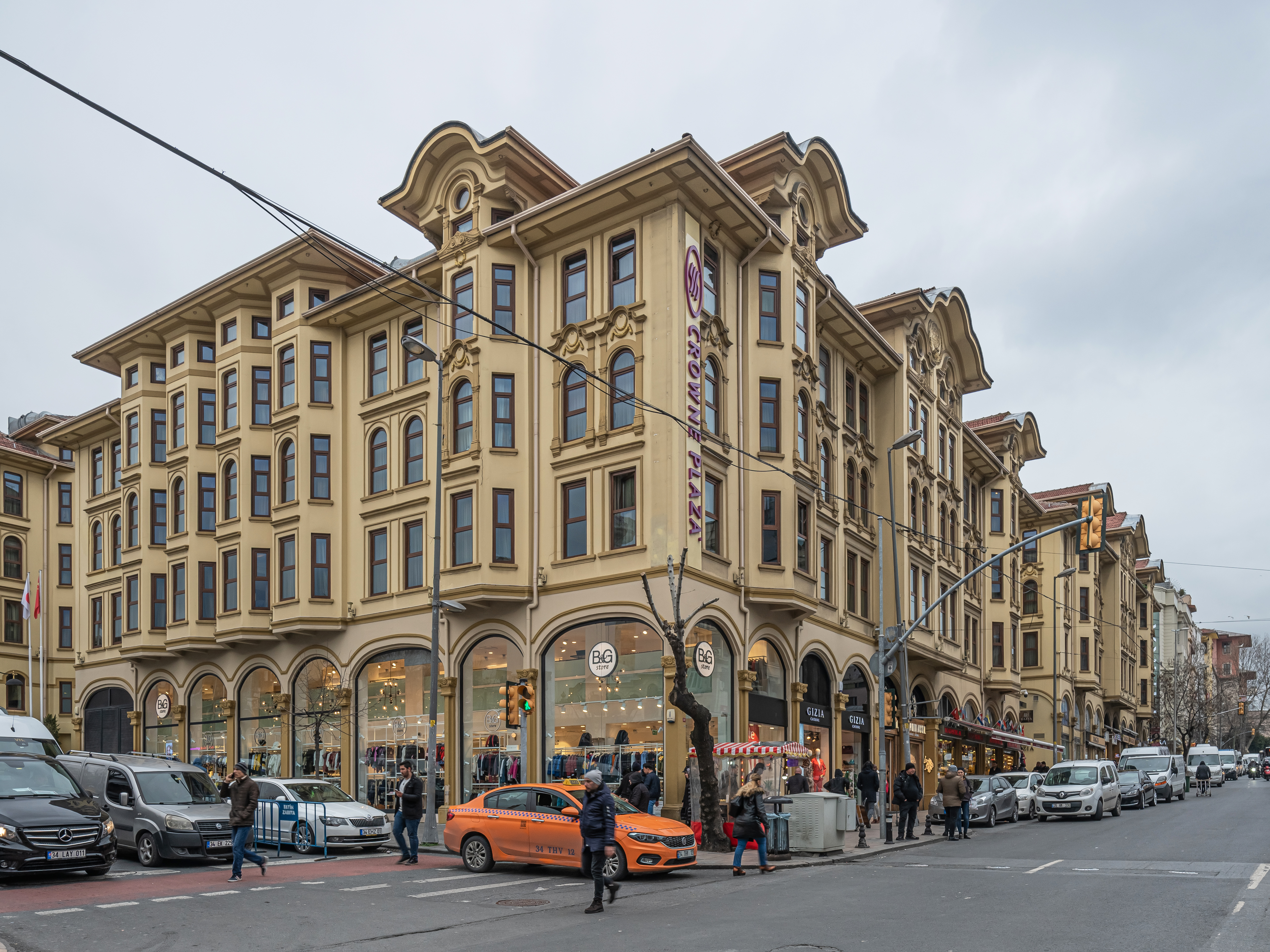
آپارتمان‌های طیار در لاللی ، استانبول، طراحی شده توسط معمار کمال‌الدین (۱۹۱۹–۱۹۲۲).
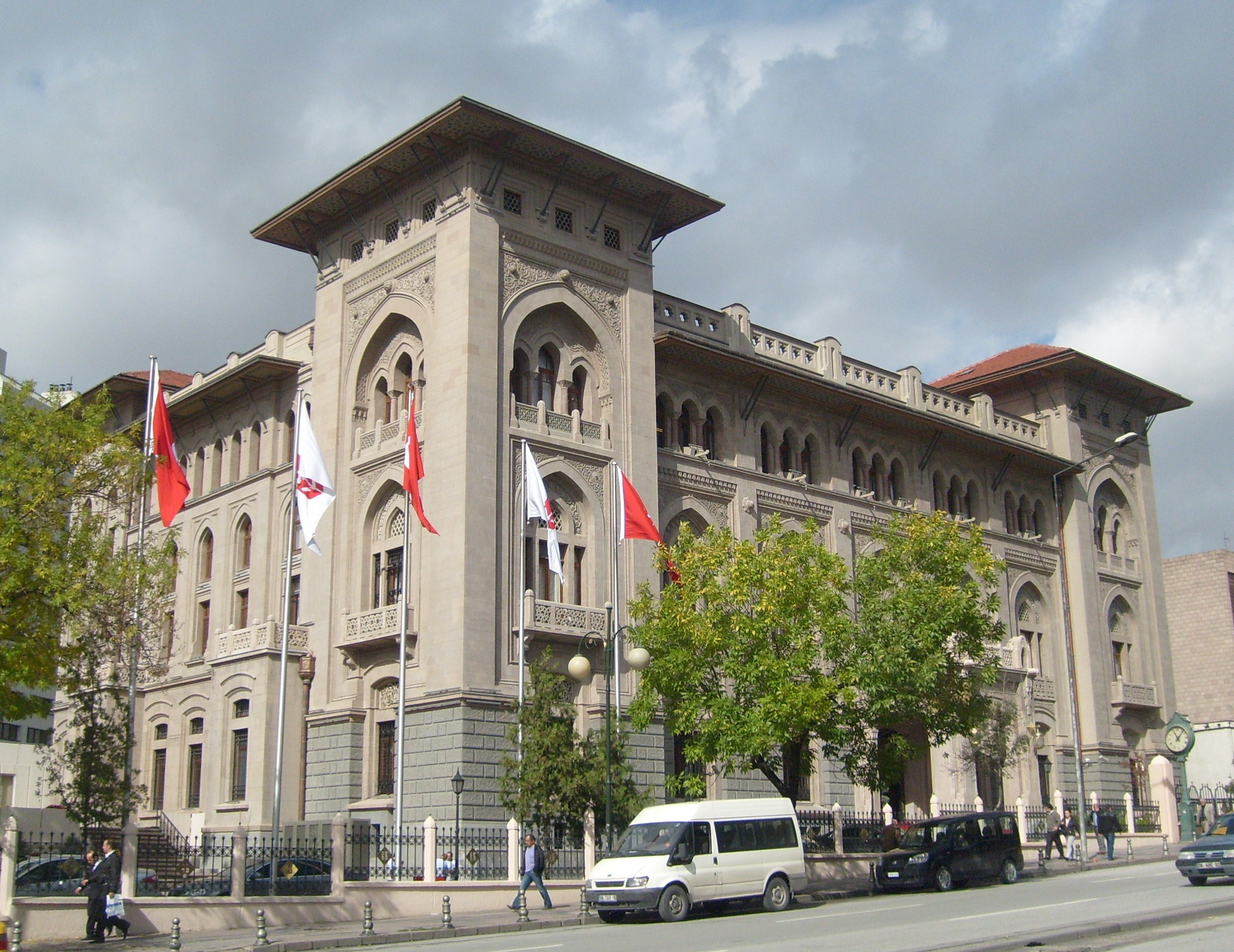
اولین دفتر مرکزی بانک زیرات در آنکارا، طراحی شده توسط جولیو مونگری (۱۹۲۵–۱۹۲۹).
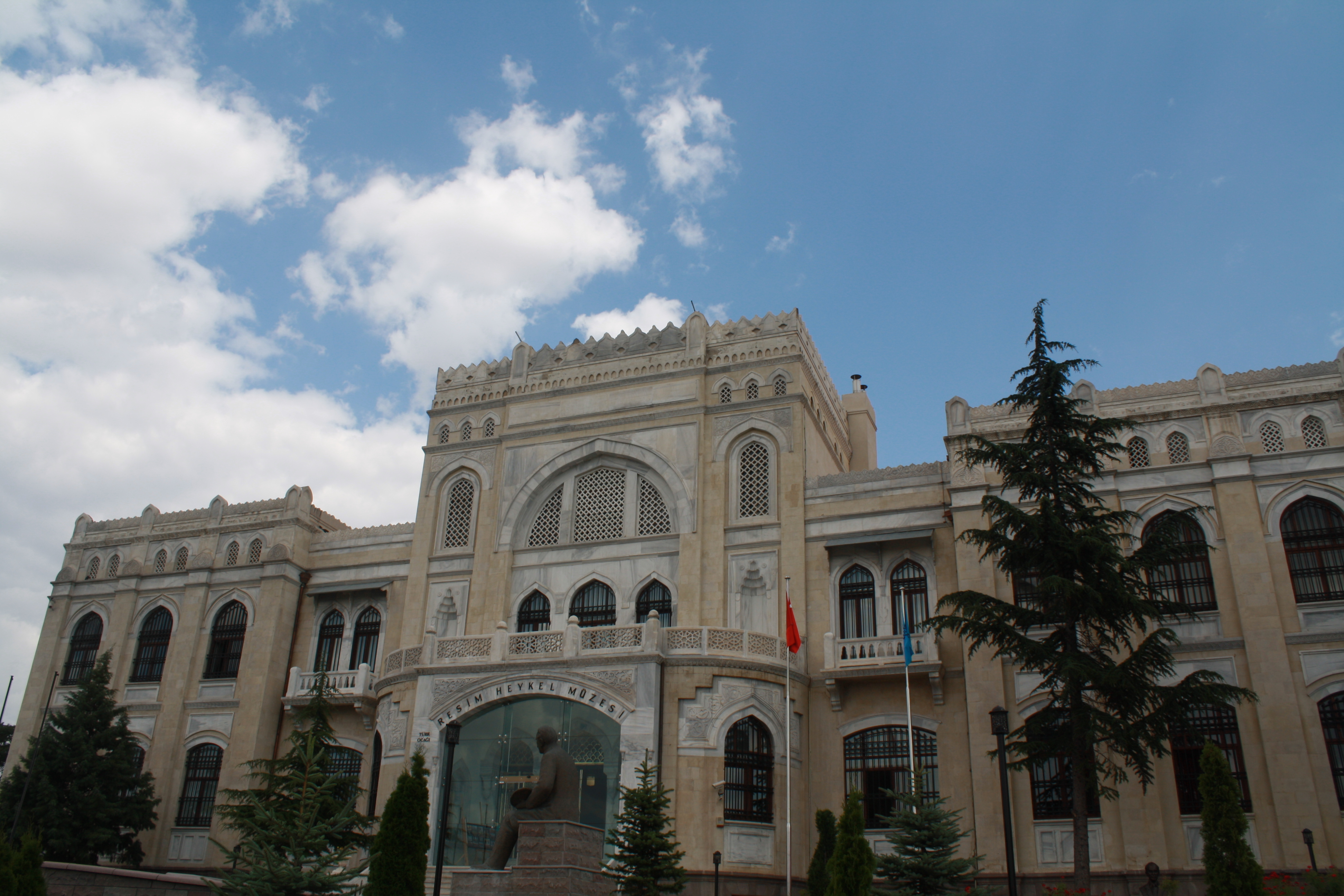
موزه هنر و مجسمه سازی دولتی در آنکارا، طراحی شده توسط Arif Hikmet Koyunoğlu (1927–1930).
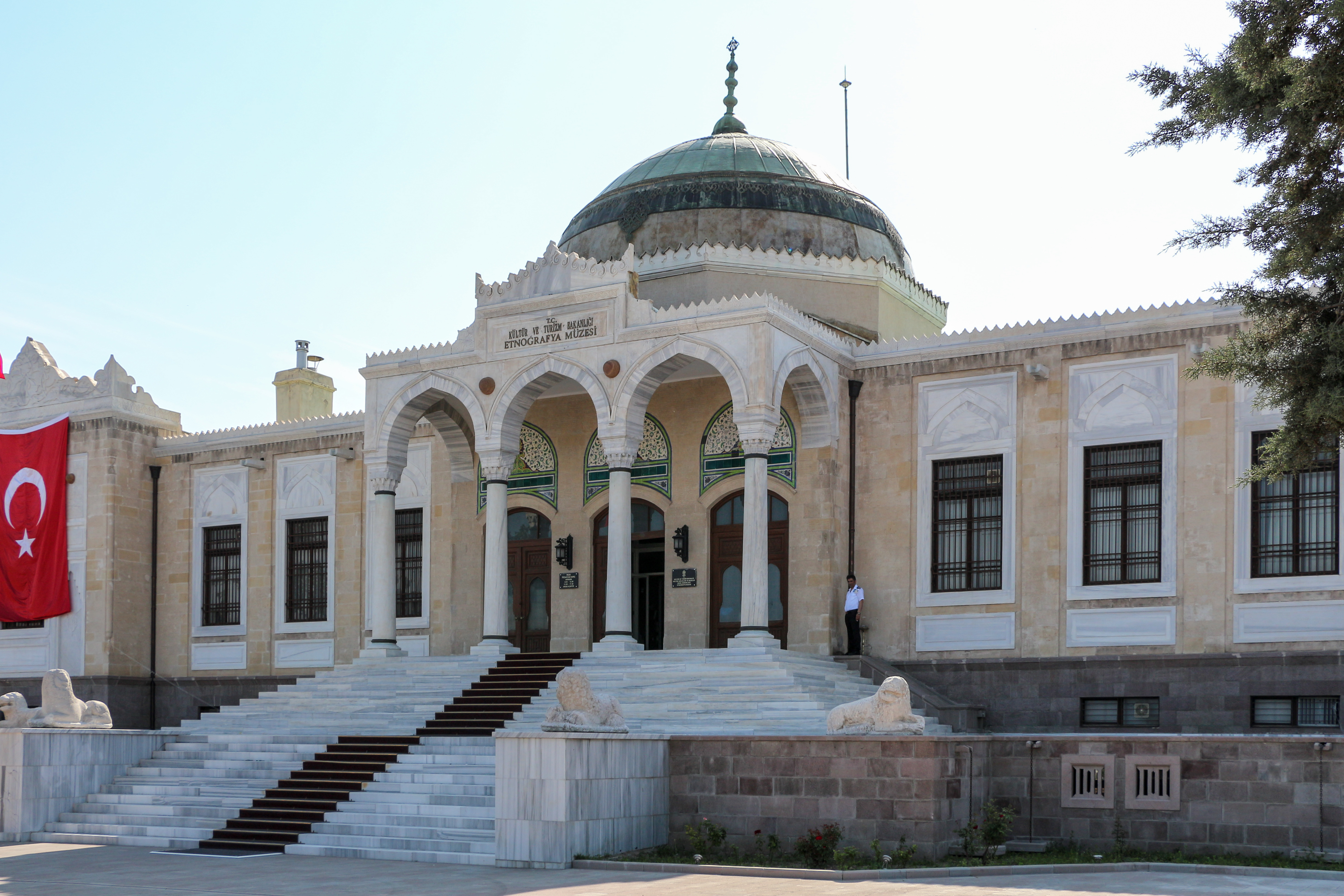
موزه مردم نگاری آنکارا توسط معمار Arif Hikmet Koyunoğlu (۱۹۲۵-۱۹۲۸) طراحی شد.

## دهه ۱۹۸۰ تاکنون

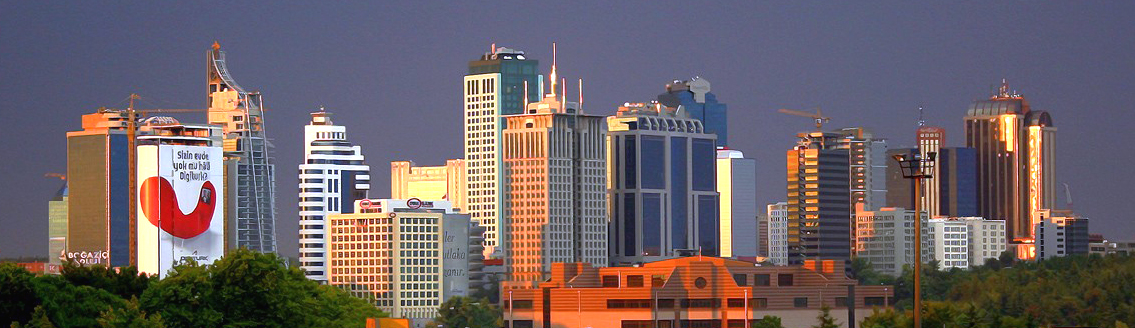
نمایی از منطقه تجاری Maslak در استانبول، ۲۰۰۷. افق استانبول از دهه ۱۹۹۰ به‌طور قابل توجهی تغییر کرده‌است.

در ژانویه ۱۹۸۰، دولت نخست‌وزیر سلیمان دمیرل شروع به اجرای یک برنامه اصلاحی گسترده کرد که توسط وزیر وقت آن تورگوت اوزال برای تغییر جهت اقتصاد ترکیه به سمت رشد هدایت صادرات طراحی شده بود. این اصلاحات تأثیر مثبتی در صنعت ساختمان و معماری داشت. روش‌های جدیدی مانند سیستم‌های پیش ساخته و دیوار پرده در دهه ۱۹۸۰ به معماران و پیمانکاران ترک معرفی شد. علاوه بر این، تولید فولاد، آلومینیوم، پلاستیک و شیشه افزایش یافته که به معماران اجازه می‌دهد خود را از اشکال سفت و سخت آزاد کنند.
حکومت در بخش معماری تا دهه ۱۹۸۰ مشارکت کننده اصلی بود. با این حال، آزادسازی اقتصاد زمینه را برای نفوذ بخش خصوصی فراهم کرد. از معماران برجسته این دوره می‌توان به بهروز چینیچی، مریح کارااسلان، سوینچ هادی، شاندر هادی، ارسن گورسل، ممتد چوبوک، دوغان تکلی، سامی سیسا، امره آرولات، مورات تابانلیلوغلو، ملکان تابانلیلوغلو، هوسرو تایلا، دوتیل هاسول، آتیلان هاسول، آتیلان ساسول، مورات سوگنیش و کایا آریک اوغلو اشاره کرد.

## یادداشت
1. ↑  "Deutschsprachige Architekten in der frühen Republik" (به آلمانی). Goethe Institut. Retrieved January 20, 2012.
2. ↑  "Michael Meeker. Review of Bozdogan, Sibel, Modernism and Nation Building: Turkish Architectural Culture in the Early Republic". H-Net Reviews, Humanities & Social Sciences Online. Retrieved February 2, 2012.
3. ↑  "The 1950s and Modernism". ArchMuseum.org. Archived from the original on September 13, 2011. Retrieved January 21, 2012.
4. 1 2  "Mapping Turkey, Short History of Architecture". www.culturalexchange-tr. Archived from the original on December 11, 2011. Retrieved January 22, 2012.
5. ↑  "The Search for Identity: 1st National Architecture Movement". ArchMuseum.org. Archived from the original on September 13, 2011. Retrieved January 20, 2012.
6. ↑  "Architecture of the '30s in Turkey". Dogan Hasol, Arhitext Magazine, June 2007. Archived from the original on January 25, 2014. Retrieved January 20, 2012.
7. ↑  "Tayyare Apartment Building". AtelyeMim.com. Archived from the original on 17 June 2013. Retrieved February 2, 2012.
8. ↑  "XIX. Yüzyış ve XX. Yüzyıl Başı Eminönü'nde Osmanlı Büro Hanları" (PDF) (به ترکی استانبولی). Yıldız Teknik Üniversitesi-Fen Bilimleri Enstitüsü. Archived from the original (PDF) on 2012-06-16. Retrieved 2013-02-27.
9. ↑  "Ankara - State Museum of Painting and Sculpture". Republic of Turkey, Ministry of Culture. Retrieved February 2, 2012.
10. ↑  "Ankara - Ethnographical Museum". Republic of Turkey, Ministry of Culture. Retrieved February 2, 2012.
11. ↑  "Bebek Mosque". ArchNet.org. Archived from the original on January 3, 2014. Retrieved February 2, 2012.
12. ↑  "Kemer Hatun Mosque, Beyoglu, Istanbul" (به ترکی استانبولی). MimarlikMuzesi.org. Archived from the original on July 21, 2012. Retrieved February 2, 2012.
13. ↑  "Mass Housing Development by a Government Agency and the Politics of Urbanization" (PDF). 14th International Planning History Conference submission by Nilufer Baturayoglu Yoney and Yildiz Salman, Istanbul Technical University Faculty of Architecture, Turkey. Archived from the original (PDF) on 31 March 2022. Retrieved February 2, 2012.
14. ↑  "Istanbul's Unprecedented Property Boom Causes Concern About Citizens' Rights". Voice of America. Retrieved February 2, 2012.
15. ↑  "New Tower to Dwarf Istanbul's Minarets". Wall Street Journal. Retrieved February 2, 2012.
16. ↑  "Modern Turkish Architecture (Renata Holod)". Academia.edu (University of Pennsylvania. Retrieved February 2, 2012.
17. ↑  "1970's up to the Present (Turkish Architecture in the Republican Period)". ArchMuseum.org. Archived from the original on September 13, 2011. Retrieved January 22, 2012.
18. ↑  "Women Architects". Ustun Alsac. Archived from the original on 21 February 2014. Retrieved December 10, 2013.